# Петър Цанев (полковник, пехота)
Петър Цанев Цанев е български военен деец, полковник, участник в Балканските (1912 – 1913) и Първата световна война (1915 – 1918), през която командва 3-ти планински пехотен полк, след нея е командир на 18-и пехотен етърски полк (6 декември 1919 – 17 декември 1920).

## Биография
Петър Цанев е роден на 22 април 1874 г. в Търново, Османска империя. На 24 август 1893 постъпва на военна служба, а през 1897 г. завършва Военното на Негово Княжеско Височество училище в 18-и випуск и е произведен в чин подпоручик. На 2 май 1902 е произведен в чин поручик, а на 18 май 1906 в чин капитан. Към 1909 г. капитан Цанев е субалтерн-офицер от 18-и пехотен етърски полк.
Петър Цанев служи като командир на рота от 18-и пехотен етърски полк и 20-а пехотен добруджански полк, като на 14 юли 1913 е произведен в чин майор, а на 5 ноември 1916 в чин подполковник.

## Първа световна война (1915 – 1918)
По време на Първата световна война (1915 – 1918) подполковник Цанев командва първоначално 3-ти планински пехотен полк,, след което поема командването на 67-и пехотен полк. Назначен е за началник на базов интендантски магазин на 1-ва пехотна софийска дивизия. За участието си във войната е награден с Военен орден „За храброст“ IV степен, 1 клас (като командир на 3-ти планински пехотен полк) и Военен орден „За храброст“ III степен, 2 клас (като командир на 67-и полк) – „за отличия и заслуги през втория и третия период на войната“.
С височайша заповед №289 от 12 ноември 1919 година е назначен за командир на 18-и пехотен етърски полк, като командва полка в периода (6 декември 1919 – 17 декември 1920). През 1921 година полковник Цанев е уволнен от служба и преминава в запаса.

## Военни звания
- Подпоручик (1897)
- Поручик (2 май 1902)
- Капитан (18 май 1906)
- Майор (14 юли 1913)
- Подполковник (5 ноември 1916)
- Полковник (5 ноември 1919)

## Награди
- Знак „За 10 години отлична служба“ (1907)
- Възпоменателен кръст „За независимостта на България 1908 година“ (1909)
- Орден „За заслуга“ (1910)
- Народен орден „За военна заслуга“ V степен (1913)
- Военен орден „За храброст“ IV степен, 1 клас (Първа световна война)
- Военен орден „За храброст“ III степен, 2 клас (Първа световна война)